# Comité national de réflexion et de propositions sur la laïcité à l'école
Le Comité national de réflexion et de propositions sur la laïcité à l'école est un comité créé en 2002 auprès du ministère de l'Éducation nationale afin de « réfléchir aux conditions propres à assurer le respect du principe de laïcité dans les écoles et établissements d'enseignement public placés sous l'autorité ou le contrôle du ministre de l'Éducation nationale ».

## Histoire
Le Comité a été créé par arrêté du 14 janvier 2002, sur proposition d'Alain Seksig, conseiller du ministre de l'Éducation nationale, qui était à l'époque Jack Lang.
Il a été installé par Jack Lang le 28 janvier suivant.
En 2005 il existait toujours formellement, quoiqu'il ne se réunissait plus.

## Composition
Le Comité est présidé conjointement par le doyen de l'inspection générale de l'Éducation nationale et le chef du service de l'Inspection générale de l'administration de l'Éducation nationale et de la recherche ou leur représentant.
Outre ses présidents, le comité comprend dix-neuf membres, nommés par arrêté du ministre de l'Éducation nationale, pour une durée de trois ans renouvelable, parmi des personnalités choisies pour leurs compétences dans le champ d'attribution du comité.
Ces personnalités ont été :
- En qualité de présidents :
  - Geneviève Becquelin, doyenne de l'inspection générale de l'Éducation nationale ;
  - Yvon Robert, chef du service de l'inspection générale de l'administration de l'Éducation nationale et de la recherche.

- En qualité de membres choisis pour leurs compétences :
  - Ali Bouamama, professeur à l'université Marc-Bloch de Strasbourg, directeur du département des études arabes et islamiques ;
  - Hanifa Cherifi, médiatrice à la direction des affaires juridiques du ministère de l'Éducation nationale, membre du Haut Conseil à l'intégration ;
  - Jean-Claude Fauquette, inspecteur d'académie, directeur des services départementaux de l'Éducation nationale du Pas-de-Calais ;
  - Jean-Paul de Gaudemar, directeur de l'enseignement scolaire ;
  - Gérard Gonfroy, directeur de l'institut universitaire de formation des maîtres de Limoges ;
  - Joël Goyheneix, inspecteur général de l'Éducation nationale ;
  - Alain Grissi, conseiller principal d'éducation ;
  - Françoise Hostalier, inspectrice générale de l'Éducation nationale ;
  - Bariza Khiari, déléguée régionale au tourisme, déléguée départementale de l'Éducation nationale, à Paris ;
  - Alain Lagarde, conseiller en formation continue ;
  - Juliette Minces, sociologue ;
  - Frédérique de la Morena, maître de conférences en droit public à l'université des sciences sociales de Toulouse ;
  - Michèle Narvaez, professeure agrégée de lettres, membre du Conseil national de l'innovation pour la réussite scolaire ;
  - Maryse Ouzoulias, principale de collège ;
  - Henri Peña-Ruiz, professeur de philosophie, chargé de cours à l'Institut d'études politiques ;
  - Gaye Petek-Salom, directrice de l'association « Migrations de Turquie », membre du Haut Conseil à l'intégration ;
  - Aziz Sahiri, conseiller technique en prévention de la délinquance, à Grenoble ;
  - Rita Thalmann, professeure émérite d'histoire et civilisations, membre de la Commission nationale consultative des droits de l'homme.